# La Chèze
Pour les articles homonymes, voir Chèze (homonymie).
Pour l’article ayant un titre homophone, voir La Chaise.
La Chèze [la ʃɛz] (Kaez en breton) est une commune française située dans le département des Côtes-d'Armor en région Bretagne.

## Géographie

### Localisation
La Chèze est située au centre de la Bretagne, à la frontière sud des Côtes-d'Armor.

### Communes limitrophes
| Saint-Barnabé | La Prénessaye | Plémet                         |
|               | La chèze      |                                |
| Bréhan        |               | Saint-Étienne-du-Gué-de-l'Isle |

### Hydrographie
Pour un article plus général, voir Réseau hydrographique des Côtes-d'Armor.
La commune est située dans le bassin Loire-Bretagne. Elle est drainée par le Lié et le Frameux,,.
Le Lié, d'une longueur de 61 km, prend sa source dans la commune de Plœuc-L'Hermitage et se jette  dans l'Oust à Forges de Lanouée, après avoir traversé 15 communes. 

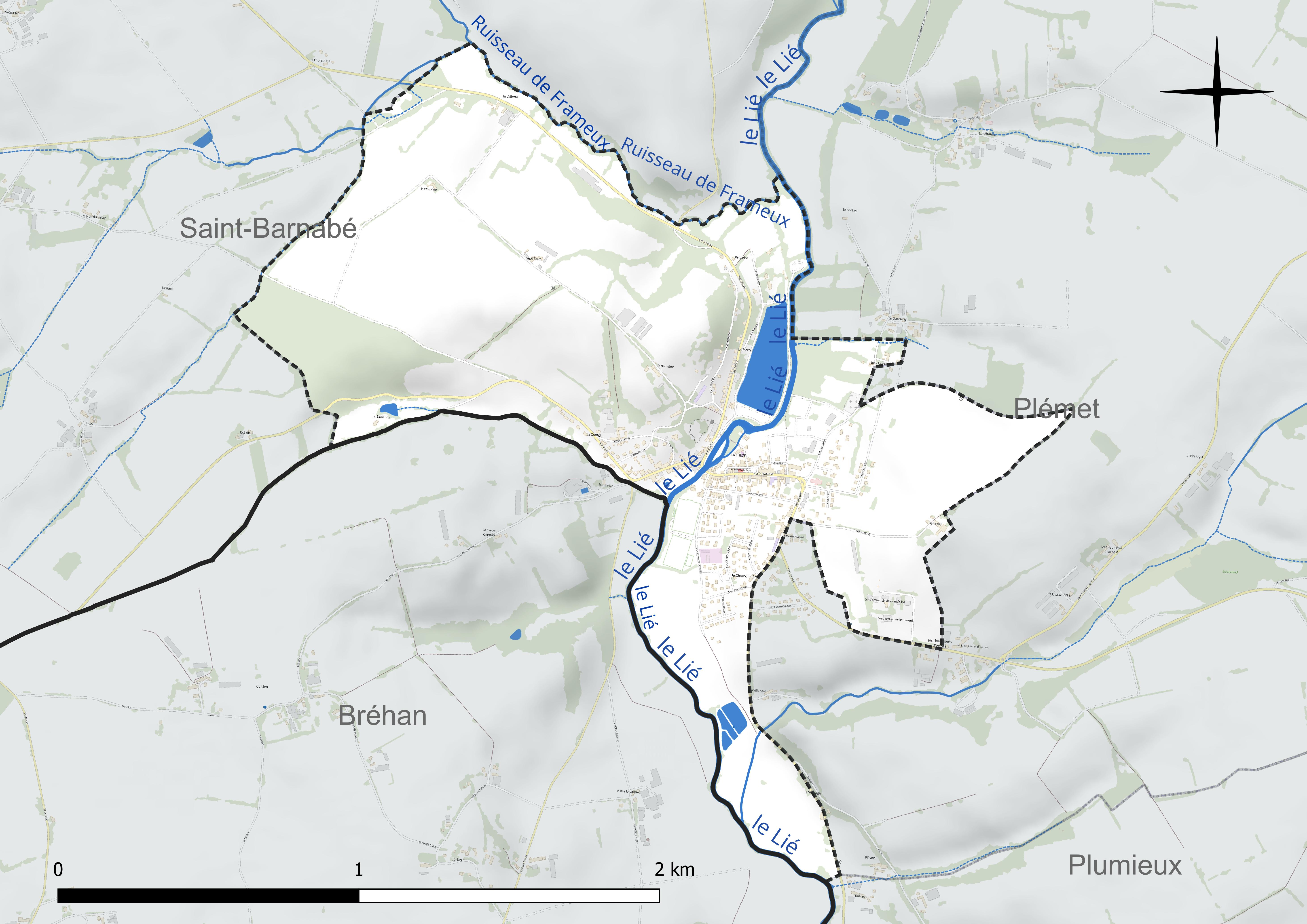
Réseau hydrographique de la Chèze.

### Climat
Pour des articles plus généraux, voir Climat de la Bretagne et Climat des Côtes-d'Armor.
En 2010, le climat de la commune est de type climat océanique franc, selon une étude du Centre national de la recherche scientifique s'appuyant sur une série de données couvrant la période 1971-2000. En 2020, Météo-France publie une typologie des climats de la France métropolitaine dans laquelle la commune est exposée à un climat océanique et est dans la région climatique Finistère nord, caractérisée par une pluviométrie élevée, des températures douces en hiver (6 °C), fraîches en été et des vents forts. Parallèlement l'observatoire de l'environnement en Bretagne publie en 2020 un zonage climatique de la région Bretagne, s'appuyant sur des données de Météo-France de 2009. La commune est, selon ce zonage, dans la zone « Intérieur Est », avec des hivers frais, des étés chauds et des pluies modérées).  
Pour la période 1971-2000, la température annuelle moyenne est de 11,1 °C, avec une amplitude thermique annuelle de 11,9 °C. Le cumul annuel moyen de précipitations est de 859 mm, avec 13,9 jours de précipitations en janvier et 6,7 jours en juillet. Pour la période 1991-2020, la température moyenne annuelle observée sur la station météorologique la plus proche, située sur la commune de Loudéac à 9 km à vol d'oiseau, est de 11,5 °C et le cumul annuel moyen de précipitations est de 922,6 mm,. Pour l'avenir, les paramètres climatiques de la commune estimés pour 2050 selon différents scénarios d'émission de gaz à effet de serre sont consultables sur un site dédié publié par Météo-France en novembre 2022.

### Relief, géologie
La Chèze est traversée par la rivière Lié. Au centre du village se trouve un étang.

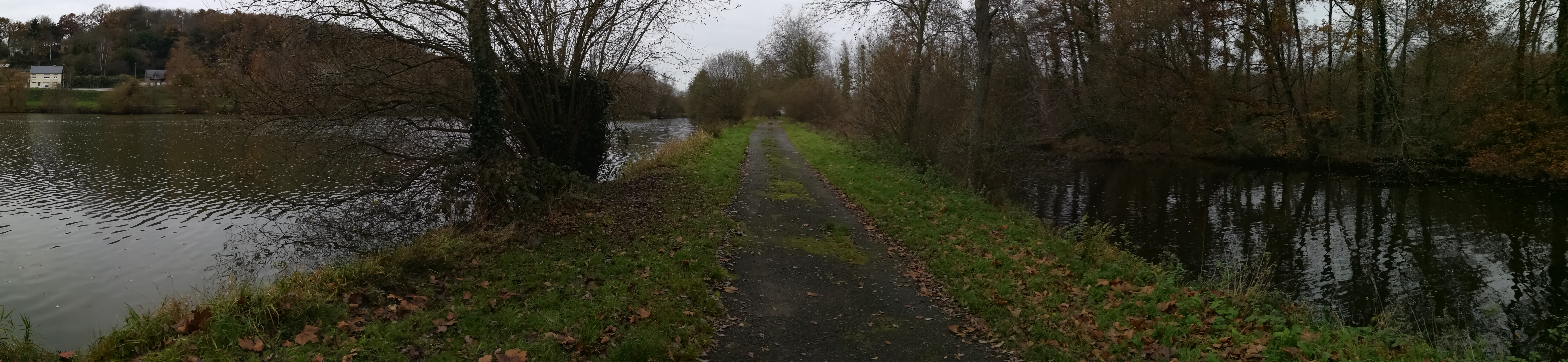
L'étang à gauche et la rivière Lié (à droite).

## Urbanisme

### Typologie
Au 1er janvier 2024, La Chèze est catégorisée commune rurale à habitat dispersé, selon la nouvelle grille communale de densité à 7 niveaux définie par l'Insee en 2022.
Elle est située hors unité urbaine. Par ailleurs la commune fait partie de l'aire d'attraction de Loudéac, dont elle est une commune de la couronne,. Cette aire, qui regroupe 22 communes, est catégorisée dans les aires de moins de 50 000 habitants,.

### Occupation des sols
L'occupation des sols de la commune, telle qu'elle ressort de la base de données européenne d’occupation biophysique des sols Corine Land Cover (CLC), est marquée par l'importance des territoires agricoles (79,4 % en 2018), en augmentation par rapport à 1990 (76,6 %). La répartition détaillée en 2018 est la suivante : 
terres arables (53,4 %), zones urbanisées (20,6 %), prairies (16,6 %), zones agricoles hétérogènes (9,4 %). L'évolution de l’occupation des sols de la commune et de ses infrastructures peut être observée sur les différentes représentations cartographiques du territoire : la carte de Cassini (XVIIIe siècle), la carte d'état-major (1820-1866) et les cartes ou photos aériennes de l'IGN pour la période actuelle (1950 à aujourd'hui).

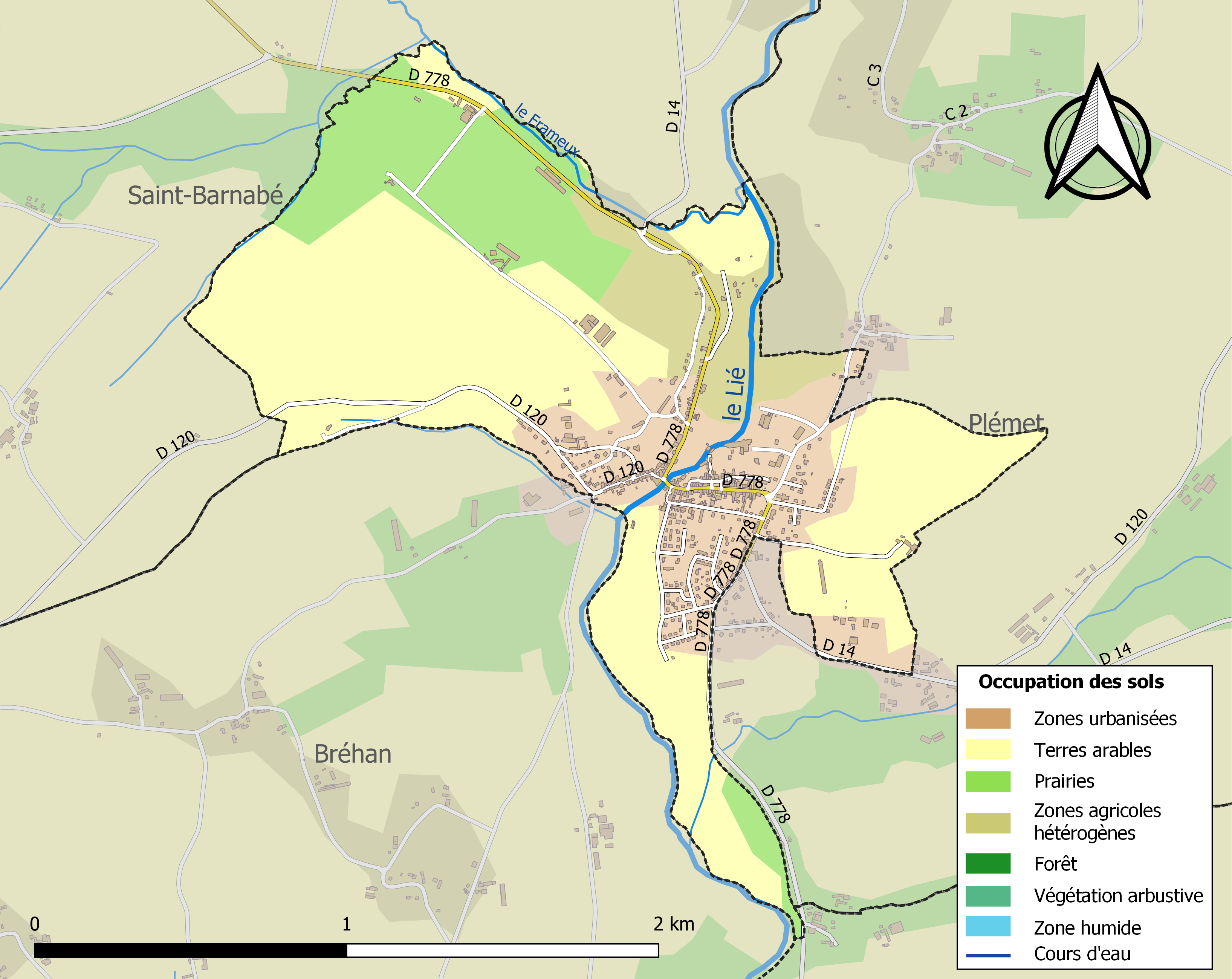
Carte des infrastructures et de l'occupation des sols de la commune en 2018 (CLC).

## Toponymie
Le nom de la localité est attesté sous les formes La Chese en 1239, forteritia et villa de la Cheze en 1241, Chesia en 1250, La Cheise 1302, ecclesia de Chesia vers 1330, La Cheze en 1424.
La Chèze vient, semble-t-il, du latin casa (« maison »), formé sur chese, chiese en langue d’oïl.

## Histoire

### Guerres duXXesiècle
Le monument aux morts porte les noms de 29 soldats morts pour la Patrie :
- 28 sont morts durant la Première Guerre mondiale ;
- 1 est mort durant la Seconde Guerre mondiale.

## Politique et administration

### Liste des maires
| Période                                  | Période                       | Identité                                            | Étiquette          | Qualité                                                                   |
| ---------------------------------------- | ----------------------------- | --------------------------------------------------- | ------------------ | ------------------------------------------------------------------------- |
| Les données manquantes sont à compléter. |                               |                                                     |                    |                                                                           |
| ?                                        | 1933 (décès)                  | M. Baron                                            |                    |                                                                           |
| 17 février 1933                          | ?                             | Joseph Fairier                                      |                    | Notaire honoraire Réélu en 1935                                           |
| Les données manquantes sont à compléter. |                               |                                                     |                    |                                                                           |
| 1945                                     | 1946                          | Yves Le Bouché                                      |                    | Forgeron maréchal-ferrant                                                 |
| 1946                                     | octobre 1947                  | Louis Chériaux                                      | Centre gauche      |                                                                           |
| octobre 1947                             | 20 mars 1977                  | André Fairier                                       | SFIO puis Rad.soc. | Notaire et gérant de société Conseiller général de La Chèze (1949 → 1967) |
| 20 mars 1977                             | 2 mars 1992 (décès)           | Théodore Angoujard                                  | PS                 | Vétérinaire Conseiller général de La Chèze(1979 → 1992)                   |
| 8 mai 1992                               | juin 1995                     | Marie-Thérèse Angoujard Veuve de Théodore Angoujard | PS                 |                                                                           |
| juin 1995                                | 29 mars 2014                  | Jean-Yves Botherel                                  | PS                 | Médecin généraliste Conseiller général de La Chèze(1992 → 2011)           |
| 29 mars 2014                             | 25 mai 2020                   | Catherine Journel                                   | DVG                | Vétérinaire                                                               |
| 25 mai 2020                              | En cours (au 19 janvier 2021) | Marie-Gwénola Hollebecq,                            | SE                 | Retraitée                                                                 |

### Quartiers
- Le Bougard
- Belle-vue
- Des Colombières
- La Grange

## Démographie
| 1793 | 1800 | 1806 | 1821 | 1831 | 1836 | 1841 | 1846 | 1851 |
| ---- | ---- | ---- | ---- | ---- | ---- | ---- | ---- | ---- |
| 435  | 428  | 399  | 399  | 405  | 445  | 410  | 403  | 437  |

| 1856 | 1861 | 1866 | 1872 | 1876 | 1881 | 1886 | 1891 | 1896 |
| ---- | ---- | ---- | ---- | ---- | ---- | ---- | ---- | ---- |
| 420  | 450  | 399  | 382  | 418  | 434  | 429  | 470  | 530  |

| 1901 | 1906 | 1911 | 1921 | 1926 | 1931 | 1936 | 1946 | 1954 |
| ---- | ---- | ---- | ---- | ---- | ---- | ---- | ---- | ---- |
| 486  | 498  | 467  | 459  | 498  | 492  | 498  | 493  | 504  |

| 1962 | 1968 | 1975 | 1982 | 1990 | 1999 | 2006 | 2011 | 2016 |
| ---- | ---- | ---- | ---- | ---- | ---- | ---- | ---- | ---- |
| 566  | 587  | 606  | 571  | 597  | 569  | 616  | 569  | 566  |

| 2021 | 2022 | - | - | - | - | - | - | - |
| ---- | ---- | - | - | - | - | - | - | - |
| 566  | 572  | - | - | - | - | - | - | - |

## Culture et patrimoine

### Lieux et monuments

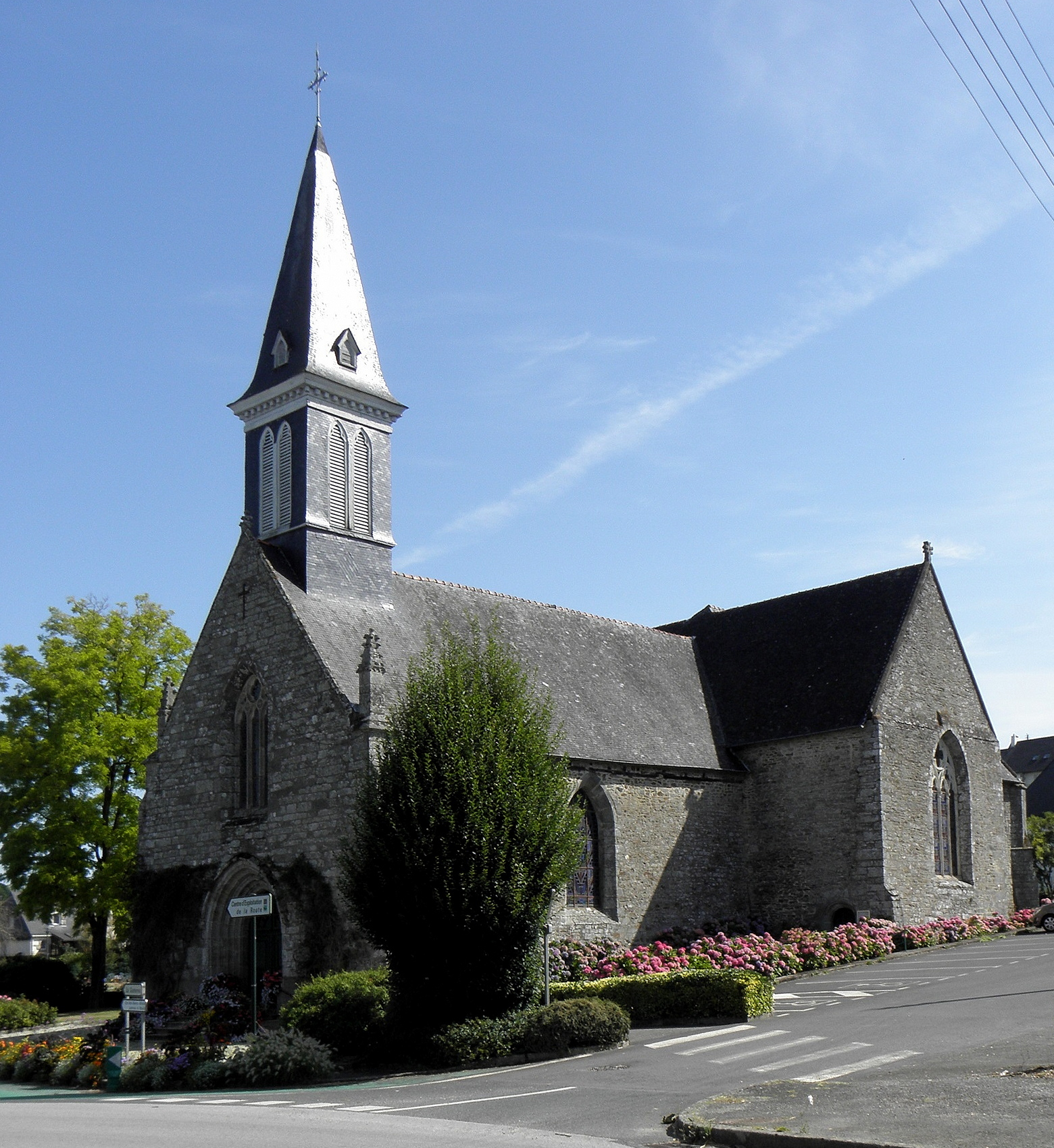
L'église Saint-André.

#### Église Saint-André
On peut trouver au sol de l'église Saint-André une pierre octogonale en schiste datant du XIe siècle, la pierre fait partie du dallage d’origine de la première chapelle,.

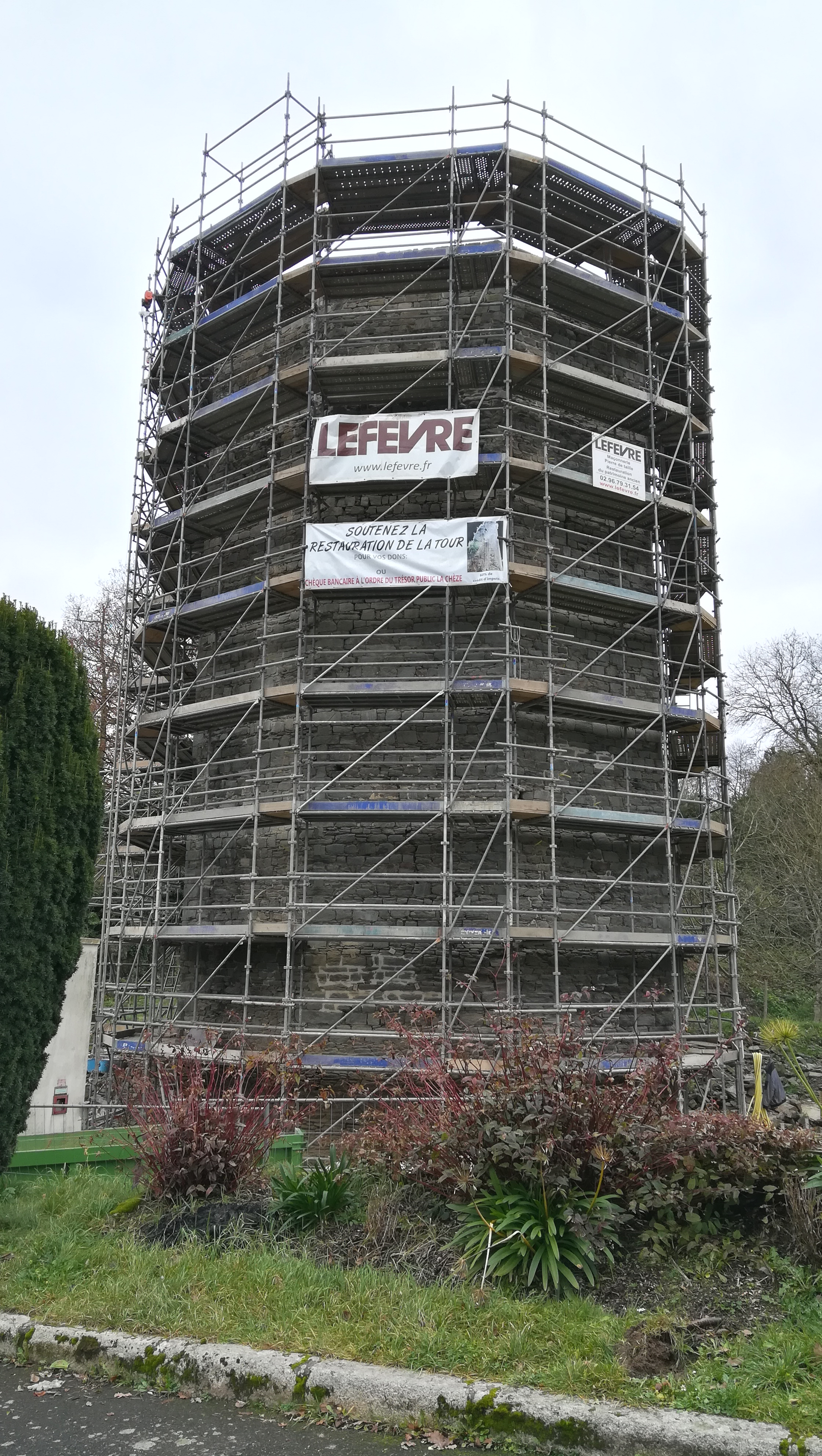
Tour du Château de La Chèze en rénovation (décembre 2017).

#### Château
Histoire
Le château de La Chèze est construit entre 1180 et 1231 pour Eudon III par Eudon II. Le château remanié par Olivier V de Clisson, seigneur de la Chèze, entre 1370 et 1400 par acquêt de la châtellenie de Josselin. Allenor, petite-fille d'Eudon III, et épouse de Alain V de Rohan, y vivra jusqu'à sa mort. Les Rohan vont s'y succéder, ils affronteront notamment les troupes anglaises, pendant une trentaine d'années, jusqu'en 1381, la Bretagne étant à l'époque, sous l'administration anglaise, dirigée par Henri II de Plantagenet.
En février 1454 a lieu la signature d'un traité de mariage en vue de l'union de Jean II, né au château de La Chèze le 16 novembre 1452), avec la fille du Duc François 1er, Marie de Bretagne.
Au cours du XVe siècle, le château de La Chèze est la principale résidence des Rohan qui y installent leur chambre des comptes et de grands travaux de renforcement de l'enceinte ont lieu. En mars 1461, le duc François II vient au château de La Chèze pour le mariage de Jean II de Rohan avec Marie de Bretagne, célébré en grande solennité dans la chapelle du château.
Vers 1479, le Vicomte Jean II de Rohan sera incarcéré pour avoir tué son beau-frère René de Keradreux, la vicomtesse quittera le château pour Vannes. Une dizaine d'années plus tard, il récupère son domaine grâce à l'intervention du Roi Charles VIII. Entre-temps, divers sièges ont lieu notamment par le Prince d'Orange à la tête d'une armée de Bretons et d'Allemands. Pour aider à réparer les dommages subis, Charles VIII autorise Jean II à recevoir de ses vassaux un droit de billot. En 1488, l'armée ducale, commandée par le maréchal de Rieux, investit le château. Après 1495, Jean II de Rohan aménage le château en résidence, en même temps, il reconstruit le château de Josselin.
À partir du XVIe siècle, la place perd de son intérêt militaire du fait de l'apparition des armes à feu et de l'ancienne butte de défense placé au nord, en effet si l'assaillant en est maître, le bombardement du château devient aisé.
Entre 1589 et 1598, le château est occupé par les troupes du Duc de Mercoeur (Gouverneur de Bretagne).

À la suite de la rébellion protestante du Duc Henri de Rohan en 1628, Louis XIII fait saisir ses biens. Richelieu ordonne de commencer le démantèlement. En 1743, pour des raisons inconnues, le Général de la Paroisse de Loudéac autorise le dépècement du château au profit de la construction de la nouvelle église de Loudéac et de nombreuses maisons rue de Loudéac et de Pontivy. De 1779 à 1820, le château fait l'objet de ventes successives. Vers 1857 a lieu la destruction quasi totale des vestiges. 

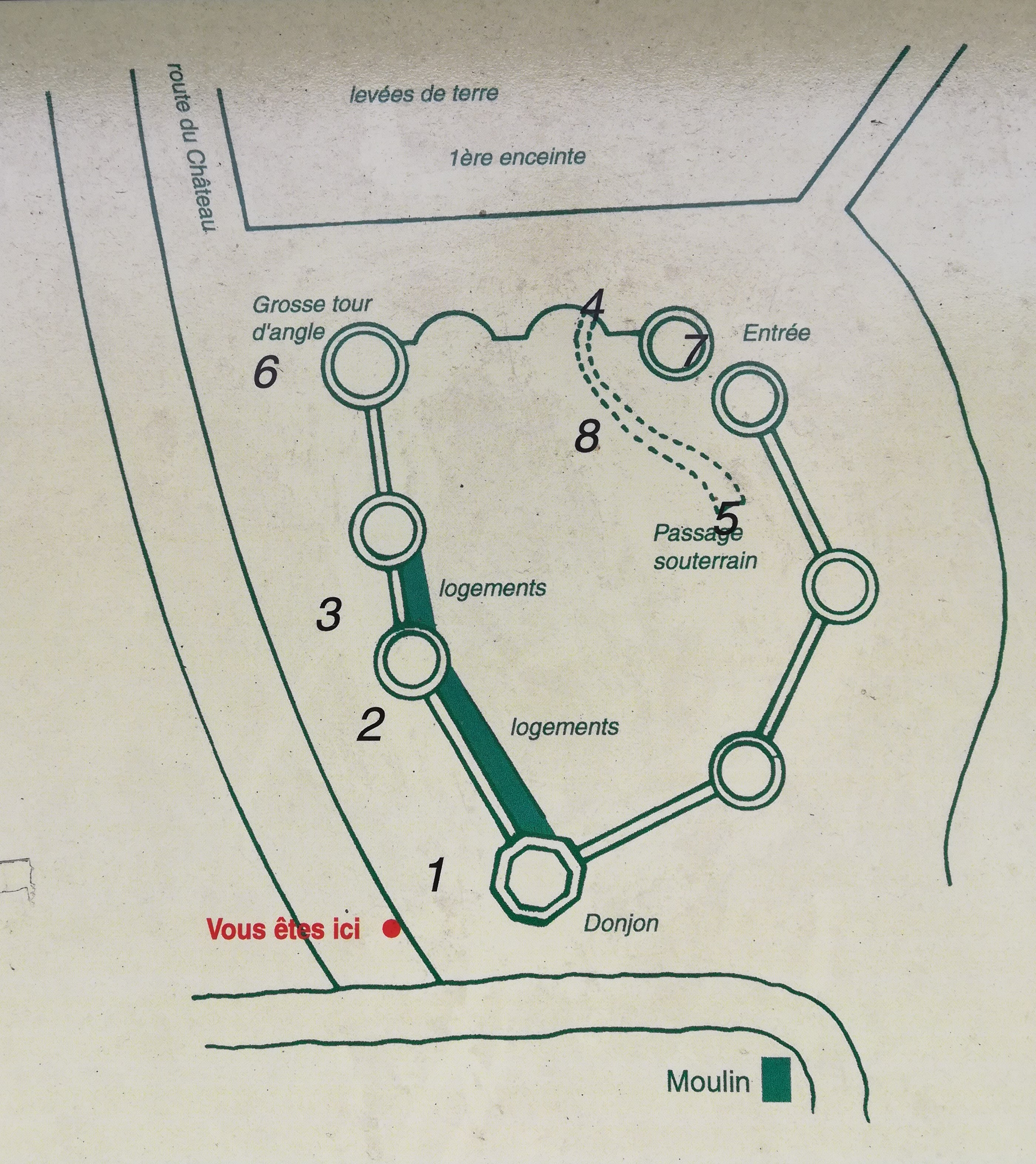
Plan du Château de La Chèze.
(La scène du Festival Blues au Château est sur la tour no 6).

En 1979, la famille de Thomas de la Pintière cède le château à la ville. En ruines, ce lieu accueille le festival Blues au Château et est restauré petit à petit par la mairie de La Chèze,.
Description
Le château est aujourd’hui en ruine. Les vestiges s’élèvent sur un socle de schiste ardoise. Il subsiste des éléments de courtine, la base de deux tours circulaires et du châtelet d’entrée, deux poternes superposées donnant sur un boyau débouchant dans la cour. Le château était autrefois entouré de fossés, mais ceux-ci ont été remblayés et transformés en promenade. L’élément le plus marquant est le donjon polygonal (XIIIe – XVe siècle) dont il reste 17 mètres d’élévation, soit les deux premiers niveaux. Le premier, voûté, a été rebouché au XVe siècle pour donner au donjon plus de résistance contre l’artillerie. Le troisième étage portant les défenses somitales n’existe plus. Il était desservi par une tourelle d’escalier aujourd’hui disparue.

### Patrimoine culturel

#### Musée régional des métiers
Installé dans l'ancienne tannerie construite sur le bord du Lié par la famille Allaire en 1880, le musée régional des métiers présente les façons de vivre, les mœurs, coutumes et habitudes des artisans.

## Personnalités liées à la commune
- Louis-Marie Grignion de Montfort, prêtre à La Chèze à partir de 1707

## Héraldique
| Blason | Blasonnement : De gueules au lion couronné d'argent. |

## Manifestation culturelle

### Festival Blues au Château

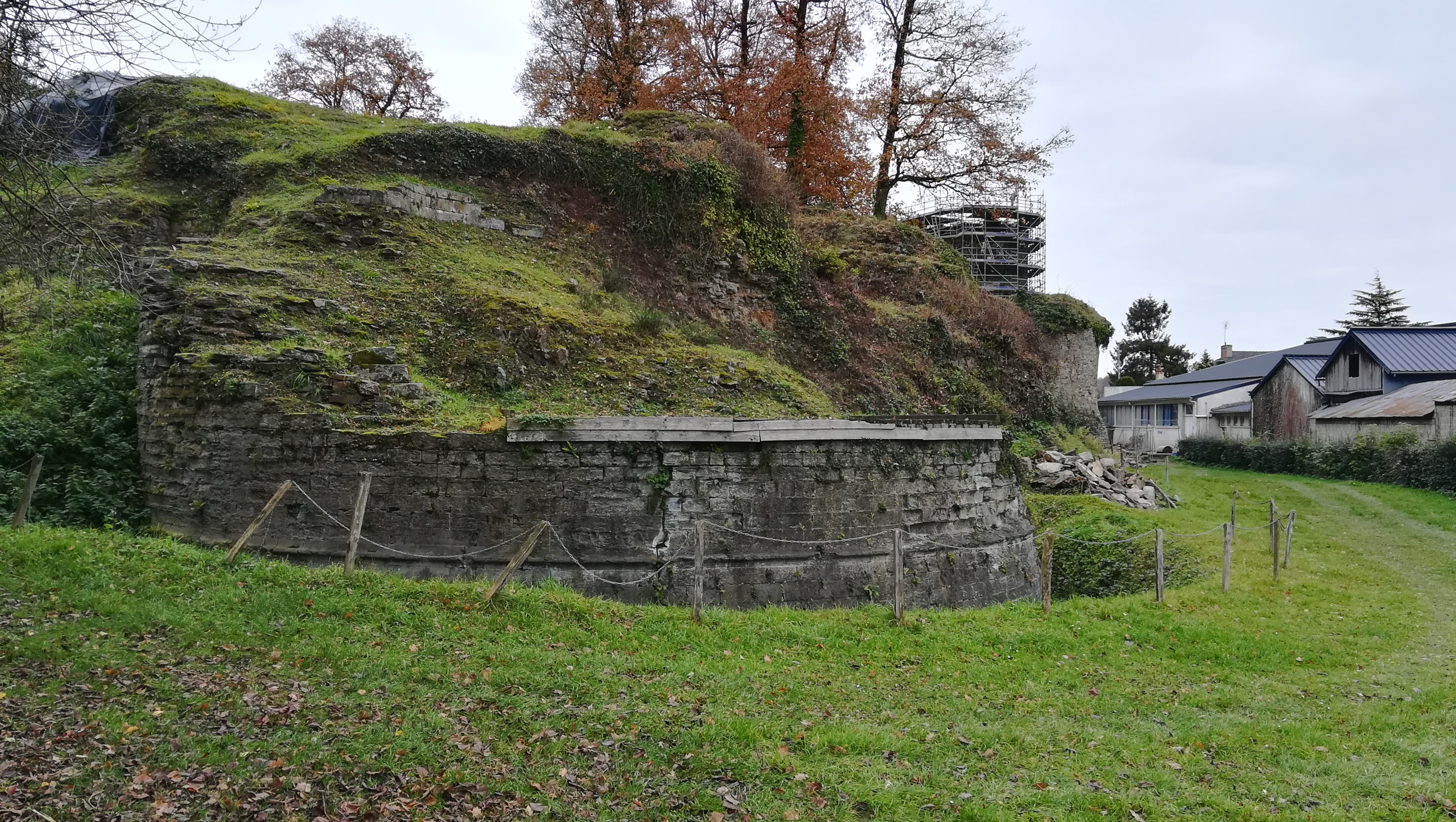
Scène du château du Festival Blues au Château de La Chèze.

Le festival Blues au Château créé en 2006 a pour but de soutenir l'Association dans la sauvegarde du château de La Chèze, plusieurs concerts sont organisés dans la ville pendant 4 jours consécutifs, avec la présence d'artistes internationaux.